# Кевин Сондерсон
Кевин Сондерсон (енгл. Kevin Saunderson; Бруклин, 5. септембар 1964) је амерички електронски музички продуцент. Са девет година преселио се у Детроит. Похађао је средњу школу у Белвилу. Са двојицом школских другова, Дериком Мејом (енгл. Derrick May) и Хуаном Аткинсом (енгл. Juan Atkins) (често заједно називани "Белвилска тројка"), почео је да се занима за нове облике електронске музике. Сматра се једним од оснивача техно музике, и његове основне форме - детроитског техноа.

## Биографија
Иако је често повезан са Детроитом, Кевин Сондерсон је провео прве године свог живота у Бруклину, Њујорк, пре него што је прешао у Белвил, Мичиген, град око 50 километара од Детроита. Као тинејџери, који су похађали белвилску гимназију, Еткинс, Меј и Сондерсон су били обожаваоци диџеј Чарлса Џонсона као и поп, диско и фанк музике коју је он пуштао на својим наступима. Еткинс и Меј убрзо постају озбиљније ангажовани на миксовању музике других и стварању сопствене. Сондерсон тежи ка другим циљевима: студира телекомуникације и игра амерички фудбал за Универзитет Источни Мичиген. Еткинс је почео снимање музике са Сајботроном 1981, док Сондерсон тек 1985. концентришући се на почетку да постане ди-џеј, прати Мејов шест месеци дуг процес продуцирања нумере „Хајдемо“ (енгл. Let's Go) и добија инспирацију да направи сопствену нумеру.

## Имена
Кевин Сондерсон је радио под многобројним псеудонимима, укључујући:
- (оригинално Inter City)